# Bizancjum (miasto)
Bizancjum (stgr. Βυζάντιον Byzántion, łac. Bysantium) – starożytne miasto położone nad cieśniną Bosfor i jej zatoką Złoty Róg; późniejszy Konstantynopol (gr. Κωνσταντινούπολις), obecnie Stambuł (tur. İstanbul).
Powstałe jako kolonia grecka w VII wieku p.n.e. W 324 n.e. rzymski cesarz Konstantyn I Wielki zdecydował o przemianowaniu miasta na Nowy Rzym, a w 330 przeniósł tam stolicę swojego państwa.

## Historia
Według źródeł starożytnych Bizancjum zostało założone około 668 p.n.e. przez kolonistę z Megary – Byzasa. Wczesne, legendarne dzieje miasta opisał Tacyt. Zgodnie z jego opowieścią Byzas toczył wojny m.in. ze Scytami i Trakami, a także poślubił córkę miejscowego wodza, Fidalię. Historie te mogą stanowić odbicie burzliwych losów kolonii we wczesnych latach jej istnienia.
Początkowo było to niewielkie, otoczone murami miasto, które rozwój zawdzięczało dogodnemu położeniu na szlaku handlowym łączącym Europę z Azją. Symbolem Bizancjum był księżyc Hekate, dzięki poświacie którego zauważono przygotowujące się do oblężenia miasta wojska Filipa Macedońskiego w 340 p.n.e. i je odparto. Od 149 p.n.e. Bizancjum było sprzymierzone z Rzymem, natomiast od 73 n.e. oficjalnie wchodziło w skład Cesarstwa. W 195 roku n.e. miasto, popierające uzurpatora Pescenniusza Nigra, zdobył i zrównał z ziemią Septymiusz Sewer. Odbudowano je na polecenie Karakalli. W 258 wraz z Chalkedonem zostało zdobyte przez Gotów.